# Hyboscarta
Hyboscarta is een geslacht van halfvleugeligen uit de familie schuimcicaden (Cercopidae). De wetenschappelijke naam van dit geslacht is voor het eerst geldig gepubliceerd in 1908 door Jacobi.

## Soorten
Het geslacht Hyboscarta omvat de volgende soorten:
- Hyboscarta andina Schmidt, 1918
- Hyboscarta caduca Fennah, 1951
- Hyboscarta melichari Lallemand, 1924
- Hyboscarta rubrica Jacobi, 1908
- Hyboscarta teres Jacobi, 1908
- Hyboscarta tricolor Distant, 1909